# 군산여자고등학교
군산여자고등학교(群山女子高等學校)은 대한민국 전북특별자치도 군산시 월명동에 있는 공립 고등학교이다.

## 학교 연혁
- 1916년 4월 1일 : 공립 군산실과고등여학교(2년제) 개교
- 1921년 4월 1일 : 공립 군산고등여학교로 승격(4년제)
- 1947년 4월 1일 : 군산공립여자중학교로 개편(6년제)
- 1951년 9월 1일 : 학칙 변경에 의하여 중. 고 각 3년제로 변경
- 1970년 9월 1일 : 군산여중(현 진포중)과 군산여고로 분리됨
- 1989년 9월 22일 : 본관 교사 개축
- 2022년 3월 1일 : 제30대 황상규 교장 부임
- 2024년 2월 2일 : 제99회 300명 졸업(졸업생 총 25,154명)

## 참고 자료
- 군산여자고등학교 - 한국교육학술정보원 학교알리미